# Eunhyuk
 (octobre 2021).
Si vous disposez d'ouvrages ou d'articles de référence ou si vous connaissez des sites web de qualité traitant du thème abordé ici, merci de compléter l'article en donnant les références utiles à sa vérifiabilité et en les liant à la section « Notes et références ».
Pour les articles homonymes, voir Lee.
Lee Hyuk-jae (coréen : 이혁재) né le 4 avril 1986 à Goyang, mieux connu sous le nom de Eunhyuk (coréen : 은혁), est un danseur et chanteur sud-coréen de K-pop. Il est également compositeur et occasionnellement acteur. Il est l'un des quinze membres qui compose le groupe sud-coréen Super Junior en tant que principal rappeur et l'un des deux meilleurs danseurs du groupe avec Donghae. Il a choisi le pseudonyme 'Eunhyuk' qui signifie "Argent Radiant" afin de ne pas avoir le même nom que la célèbre comédienne coréenne Lee Hyeok Jae. À côté des activités avec les Super Junior et des sous-groupes auxquels il appartient (Super Junior-T, Super Junior-Happy, Super Junior-M et Super Junior-D&E), il s'est lui-même créé un nom en apparaissant dans de nombreuses pubs, des émissions de variétés et des programmes musicaux. Parmi le public, il est surnommé la "machine à danser" des Super Junior.

## Biographie

### En général
Eunhyuk est né à Neunggok, Goyang, Gyeonggi le 4 avril 1986. Alors qu'il avait treize ans, en 1999, il est auditionné chez la SM Entertainment à travers la compagnie Starlight Casting System avec son ami d'enfance Kim Junsu. Celui-ci a été sélectionné pour signer un contrat avec la compagnie très rapidement, mais Eunhyuk a échoué. Il a retenté l'audition l'année suivante et a finalement été choisi grâce à ses talents de rap et de danse. Avec la SM Entertainment, il s'est amélioré en chant, danse, comédie et a eu quelques cours de mandarin. En 2002, Eunhyuk, Kim Junsu et un autre trainee (chanteur en formation), Sungmin, ont été placés au cœur d'un projet de groupe R&B. C'est un an plus tard, avec les futurs membres de TRAX (Jay Kim, No Minwoo, Kang Jungwoo), ils firent pour la première fois une apparence brève à la télé dans une émission appelée Heejun vs. Kangta, Battle of the Century: Pop vs. Rock dans laquelle Moon Hee-jun et Kangta devait leur apprendre des techniques différentes de chant. Plus tard dans l'année, le trio d'Eunhyuk s'est dissous et Kim Junsu a débuté avec le groupe TVXQ en 2003. Eunhyuk et Sungmin ont alors été placé dans un autre projet de groupe avec dix autres trainees masculins. Les douze garçons ont alors formés alors le groupe Super Junior 05 qui était la première génération des Super Junior qui devait voir ses membres changer au cours du temps.
Les douze membres des Super Junior 05 ont débuté officiellement le 6 novembre 2005 sur le programme de SBS Popular Songs avec leur tout premier single "TWINS (Knock Out)". Leur première performance a attiré plus de 500 fans et a rassemblé des fans à l'étranger comme en Chine et au Japon. Un mois plus tard, un album studio complet a été sorti qui a commencé à la troisième place de charts mensuels de MIAK K-pop album charts.
En mars 2006, la SM Entertainment a recruté de nouveaux membres pour une nouvelle génération des Super Junior. Seulement, ils ont changé les plans lorsque la compagnie a ajouté une treizième membre au groupe : Kyuhyun. Le groupe a laissé tomber le suffixe "05" et ils sont devenus officiellement les Super Junior. Ils ont de nouveau fait un hit avec leur CD single "U", l'été suivant, qui est devenu le single le plus réussi jusqu'à la sortie de "Sorry, Sorry" en 2009.

Eunhyuk est un parolier reconnu et écrit les paroles de rap dans la majorité des chansons des Super Junior. Les paroles de rap de "Show Me Your Love" venant du single d'hiver avec TVXQ ont été écrites par lui avec Heechul et Shindong. Les paroles de "One Love" font aussi partie de son travail. Il a aussi écrit les paroles de "여행 (A Short Journey)" de Bonamana Repackaged Album alors que Donghae en a composé la musique. Avec Shindong et Donghae, il crée aussi la chorégraphie des danses des Super Junior.

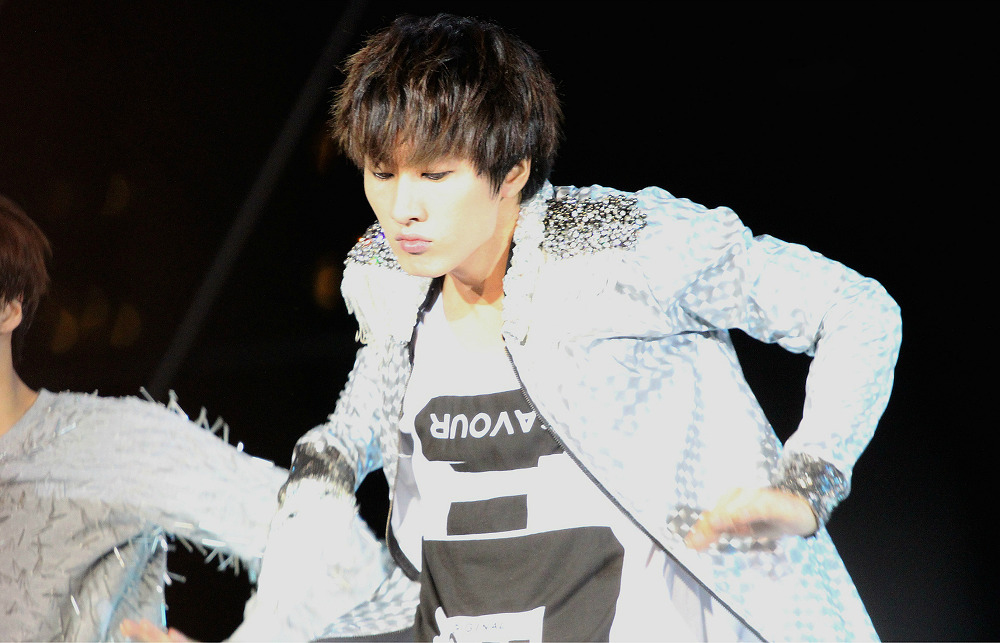
Eunhyuk au SMTOWN Live World Tour III à Singapour

Lors de sa carrière avec Super Junior, Eunhyuk a été inséré dans trois petits sous-groupes qui sont raccrochés au Super Junior même. En février 2007, il a été placé dans Super Junior-T qui font des chansons trots. Un an plus tard, il est devenu un membre des Super Junior-Happy. En 2011, il a été rajouté dans les Super Junior-M avec Sungmin.
Il participe à l'écriture de paroles de rap pour quelques chansons comme One More Chance sortie en 2017.

## Discographie

### Super Junior-D&E

#### Album studio
| Titre    | Détails de l'album                                        | Meilleures positions      | Meilleures positions  | Ventes                                             |
| Titre    | Détails de l'album                                        | Gaon Chart (Corée du Sud) | Oricon Charts (Japon) | Ventes                                             |
| Japonais | Japonais                                                  | Japonais                  | Japonais              | Japonais                                           |
| -------- | --------------------------------------------------------- | ------------------------- | --------------------- | -------------------------------------------------- |
| Ride Me  | - Date de sortie : 26 février 2014 - Formats : CD, CD+DVD | –                         | 3                     | Plus de 50 152 (Oricon chart) 3 382 (Corée du Sud) |

#### Extended plays
| Titre            | Détails                                                                                            | Meilleures positions      | Meilleures positions  | Ventes                                     |
| Titre            | Détails                                                                                            | Gaon Chart (Corée du Sud) | Oricon Charts (Japon) | Ventes                                     |
| Coréen           | Coréen                                                                                             | Coréen                    | Coréen                | Coréen                                     |
| ---------------- | -------------------------------------------------------------------------------------------------- | ------------------------- | --------------------- | ------------------------------------------ |
| The Beat Goes On | - Date de sortie : 9 mars 2015 - Réédition : 24 mars 2015 - Formats : CD, téléchargement numérique | 3                         | –                     | Plus de 103 660 (Original+Special Edition) |
| 'Bout You        | - Date de sortie : 16 août 2018 - Formats : CD, téléchargement numérique                           |                           |                       |                                            |
| Japonais         | |                           |                       |                                            |
| Present          | - Date de sortie : 1er avril 2015 - Formats : CD, CD+DVD                                           | –                         | 2                     | Plus de 69 142 (Oricon chart)              |